# Steve Wax
Steve Wax (* um 1960) ist ein US-amerikanischer Filmproduzent, der 2000 für einen Oscar nominiert war.

## Biografie
Wax war Absolvent des Reed College und der Graduiertenschule für Film der University of California (UCLA), Mitglied des Vorstands von Heyday Books und des Sebastopol Centers for the Arts und leitete viele Jahre lang den Board of Issue Project Room, ein wegweisendes Experimentaltheater in Brooklyn.
Steve Wax war 1972 Mitbegründer des radikalen Filmkollektivs Cine Manifest in San Francisco und Produzent des ersten Spielfilms Over-Under Sideways-Down (1977). Dieser Film führte dazu, dass Kritiker sowie das Publikum darauf aufmerksam wurden, dass Cine Manifest provokante politische Unterhaltung zu bieten hatte. Wax war auch Gründungsmitglied des Independent Feature Projects.
Nachdem sich Cine Manifest 1980 aufgelöst hatte, gründete Wax Chelsea Pictures und leistete Pionierarbeit hinsichtlich der Verwendung von Spiel- und Dokumentarfilmregisseuren in der kommerziellen Produktion.  Unter dem Banner von Chelsea produzierte Wax den Spielfilm Unmade Beds (1997) und war ausführender Produzent des Kurzfilms Killing Joe (1999) mit und für den er gemeinsam mit Mehdi Norowzian für den Oscar nominiert wurde. Im Film geht es um einen Dreizehnjährigen, der sich in eine ältere Frau verliebt und John F. Kennedy verehrt. Der Oscar ging jedoch an Barbara Schock und Tammy Tiehel und deren Film My Mother Dreams the Satan’s Disciples in New York. Der Film zeigt auf, dass die Annäherung einer Hausfrau aus dem Mittleren Westen der USA und einer Gruppe von Motorradfahrern, der „Hell’s Angels“, durchaus möglich ist. Bei dem für einen Emmy nominierten Dokumentarfilm Following Sean war Wax ebenfalls der ausführende Produzent.
Im Jahr 2000 arbeitete Wax mit zwei der Blair-Witch-Filmemacher zusammen und gründete Campfire, eine narrative Werbeagentur, zu deren Social-Marketing-Projekten Markenkunden zählen wie beispielsweise GM, Dr. Pepper/Snapple, Harley-Davidson und diverse weitere Unterhaltungsmarken, darunter True Blood, Game of Thrones und Shark Week. Mit Cooke Wax Partnership gründete Wax ein weiteres Projekt. Dabei handelt es sich um eine Agentur, die Markenstrategie mit Social Marketing kombiniert und zu deren Kunden IMAX, United Way of NYC, Libertine Drinks und TmaxSoft gehörten. Seine neueste Gründung ist eine Firma mit dem Namen The Bindlestiff Brothers. Bei dem 2005 veröffentlichten Dokumentarfilm Following Sean, trat Wax wiederum als ausführender Produzent in Erscheinung. Gezeigt wird der preisgekrönte Filmemacher Ralph Arlyck, der nach dreißig Jahren, drei Generationen und ein Leben später nach San Francisco zurückkehrt, um nach Sean zu suchen, dem Jungen, der Gegenstand seines ersten kontroversen Films war.
Wax lebt in Sebastopol in Kalifornien und unterstützt die IndieCollect-Mission.

## Filmografie (Auswahl)
- 1971: Glen and Randa (Produktionsleitung)
- 1971: World in Action (Fernsehserie; Produktionsleitung) Staffel 8, Epis. 4 Death of a Revolutionary
- 1977: Over-Under Sideways-Down (Produzent)
- 1985: Der Bulle und das Streetgirl (The Little Sister; Produzent)
- 1986: Ratboy (Musikkoordination)
- 1988: Bird (Musikberater)
- 1989: Punk Cadillac (Musikberater)
- 1997: Ungemachte Betten (Unmade Beds; Produzent)
- 1999: Killing Joe (Kurzfilm; ausführender Produzent)
- 2002: The Life (Kurzfilm; ausführender Produzent)
- 2005: Following Sean (ausführender Produzent)
- 2007: P.O.V. (Fernsehserie; ausführender Produzent) S20/E4 Following Sean
- 2013: Lemonade: Detroit (Kurzfilm; Produzent)

## Auszeichnungen (Auswahl)
- Oscarverleihung 2000: Oscarnominierung für und mit Killing Joe in der Kategorie „Bester Kurzfilm“
- News & Documentary Emmy Awards 2008: Nominiert für den Emmy in der Kategorie „Beste Dokumentarfilme“ für und mit P.O.V. und Following Sean gemeinsam mit Steve Leiber, Ralph Arlyck, Malcolm Pullinger und Simon Kilmurry